# Burg Stallegg
Die Burg Stallegg, auch Stahlegg oder Stacheleck genannt, ist die Ruine einer Höhenburg auf 776 m ü. NN beim Ortsteil Göschweiler der Stadt Löffingen im Landkreis Breisgau-Hochschwarzwald in Baden-Württemberg.

## Geschichte
Die Burg wurde von den Rittern von Stallegg erbaut. Diese werden erstmals um 1250 genannt und kommen bis Ende des 14. Jahrhunderts vor. In einigen Quellen wird Heinrich III. von Stahleck, Bischof von Straßburg, als ein Mitglied dieses Geschlechtes genannt. Dies ist jedoch als nicht korrekt zu bezeichnen, er stammte von Burg Stahleck bei Bacharach. 1292 wird ein Mitglied der Herren von Blumberg bzw. einer Seitenlinie als Besitzer genannt. Später teilten sie sich die Burg mit den Herren von Almshofen und den Herren von Bern. Anfang des 15. Jahrhunderts sind die von Almshofen alleinige Besitzer, 1510 die Herren von Reckenbach. Später fiel die Burg an die Grafen von Fürstenberg. 1509 wurde sie als Burgstall genannt, 1593 heißt es Schloss und Burgstall. Zu der Burg gehörte das naheliegende, noch bestehende Hofgut Stallegg. Von der ehemaligen Burganlage ist eine Mauer erhalten.

## Umgebung
Die geringen Mauerreste stehen an einem Steilhang unweit der Wutachschlucht. Die Wutach wird hier von der Stallegger Brücke überquert, vor deren Bau an gleicher Stelle eine Furt genutzt wurde, zu deren Schutz die Burg vermutlich errichtet worden ist. In der Nähe befindet sich das Flusskraftwerk Stallegg.